# Palicoidea
Super-famille
Les Palicoidea sont une super-famille de crabes. Elle comprend deux familles.

## Liste des familles
Selon World Register of Marine Species (30 juin 2016) :
- famille Crossotonotidae Moosa & Serène, 1981
- famille Palicidae Bouvier, 1898

## Référence
- Bouvier, 1898 : Observations on the crabs of the family Dorippidae. The Annals and Magazine of Natural History, ser. 7, vol. 1, p. 103–105.

## Sources
- Ng, Guinot & Davie, 2008 : Systema Brachyurorum: Part I. An annotated checklist of extant brachyuran crabs of the world. Raffles Bulletin of Zoology Supplement, n. 17, p. 1–286.
- De Grave & al., 2009 : A Classification of Living and Fossil Genera of Decapod Crustaceans. Raffles Bulletin of Zoology Supplement, n. 21, p. 1-109.